# Willis Eugene Lamb

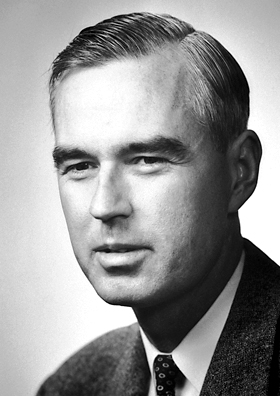
Willis E. Lamb (1955)

Willis Eugene Lamb, Jr. (* 12. Juli 1913 in Los Angeles; † 15. Mai 2008 in Tucson, Arizona) war ein amerikanischer Physiker. 1955 wurde ihm der Nobelpreis für Physik verliehen.

## Leben
Lamb war Sohn des Telefontechnikers Willis Eugene Lamb Sr. und dessen Frau Marie Helen Metcalf. Er begann 1930 ein Studium der Chemie an der University of California, Berkeley, das er 1934 mit dem B.S. abschloss. 1938 wurde er bei Robert Oppenheimer in theoretischer Physik über die elektromagnetischen Eigenschaften von Kernsystemen promoviert. Anschließend ging er an die Columbia University und wurde 1945 zum Assistant Professor, 1947 zum Associate Professor und 1948 zum Professor berufen. Er wechselte 1951 an die Stanford-Universität in Kalifornien, 1953/54 war er Morris Loeb Lecturer in Harvard, von 1956 bis 1962 Wykeham Professor für Physik an der University of Oxford und anschließend Henry Ford II Professor an der Yale University in New Haven. Seit 1974 war Lamb Professor an der University of Arizona. 2002 wurde er emeritiert.
Lamb heiratete 1939 die aus Deutschland geflohene Geschichtsstudentin Ursula Schäfer. Nach dem Tod seiner ersten Frau heiratete Lamb 1996 die israelische Physikerin Bruria Kaufman.
Zu seinen Doktoranden zählen Norman Kroll, Marlan O. Scully und  Murray Sargent.

## Werk
Lamb beschäftigte sich mit der Wechselwirkung von Neutronen mit Materie, Feldtheorien der Kernstruktur, Theorien zum Betazerfall, Kosmischer Strahlung, Paarproduktion, Ordnungsphänomenen, Quadrupoleffekten in Molekülen, diamagnetischen Korrekturen zu nuklearen Resonanzexperimenten sowie der Theorie und dem Design von Magnetrons, der Theorie der Mikrowellenspektroskopie, dem Studium der Feinstruktur von Wasserstoff, Deuterium und Helium und der Verschiebungen der Energieniveaus durch quantenelektrodynamische Effekte. Nach ihm wurde der Effekt der Lambverschiebung (Lamb shift) benannt, den er experimentell untersuchte und 1949 mit Norman Kroll theoretisch erklärte.
Lamb wurde 1955 mit dem Nobelpreis für Physik „für die Entdeckung über die Feinstruktur des Wasserstoffspektrums“ ausgezeichnet, die andere Hälfte des Preises ging an Polykarp Kusch.
Nach Lamb ist außerdem der Lamb-dip benannt (siehe Dopplerfreie Sättigungsspektroskopie).
Lamb war unter anderem Mitglied der National Academy of Sciences, Washington, der American Academy of Arts and Sciences (1963) und der American Physical Society. Er ist Namensgeber der „Willis Lamb Jr. Scholarship“ an der Universität Arizona und des Willis-E.-Lamb-Preises.

## Auszeichnungen und Mitgliedschaften
- Fellow, American Physical Society (Board of Editors, 1949–1951)
- Rumford Premium, American Academy of Arts and Sciences, 1953
- Ehrendoktorwürde D. Sc. der University of Pennsylvania, 1953
- Aufnahme in die National Academy of Sciences, 1954
- Research Corporation Award, 1955
- Nobelpreis für Physik, 1955
- Ehrentitel M. A. der Oxford University, 1956
- Guthrie Award, Physical Society (London), 1958
- Guggenheim Fellowship, 1960–1961
- Ehrentitel  M. A. der Yale University, 1961
- Honorary Fellow, Institute of Physics and Physical Society, 1962
- Yeshiva University Award, 1962
- Mitglied der American Academy of Arts and Sciences, 1963
- Mitglied des Scientific Council Belfer Graduate School, Yeshiva University, 1963–1968
- Ehrendoktorwürde L. H. D. der Yeshiva University, 1965
- Ehrendoktorwürde D. Sc. des Gustavus Adolphus College, 1975
- Fellow, Optical Society of America, 1976–1980
- Honorary Life Member of New York Academy of Sciences, 1979
- Honorary Fellow, Royal Society of Edinburgh, 1981
- Ehrendoktorwürde D. Sc. der Columbia University, 1990
- Senior Fellowship, Alexander-von-Humboldt-Stiftung, 1992–1994
- Einstein Medal, Society for Optical and Quantum Electronics, 1992
- Center for Philosophy of Science, London School for Economics, 1993–2002
- Ehrendoktorwürde D. rer. nat. h. c. der Universität Ulm, 1997
- National Medal of Science, 2000
- World Federation of Scientists, Gian Carlo Wick Gold Medal, 2002
- Nobel Foundation, Lennart Bernadotte Award, 2004